# Mackay (Queensland)

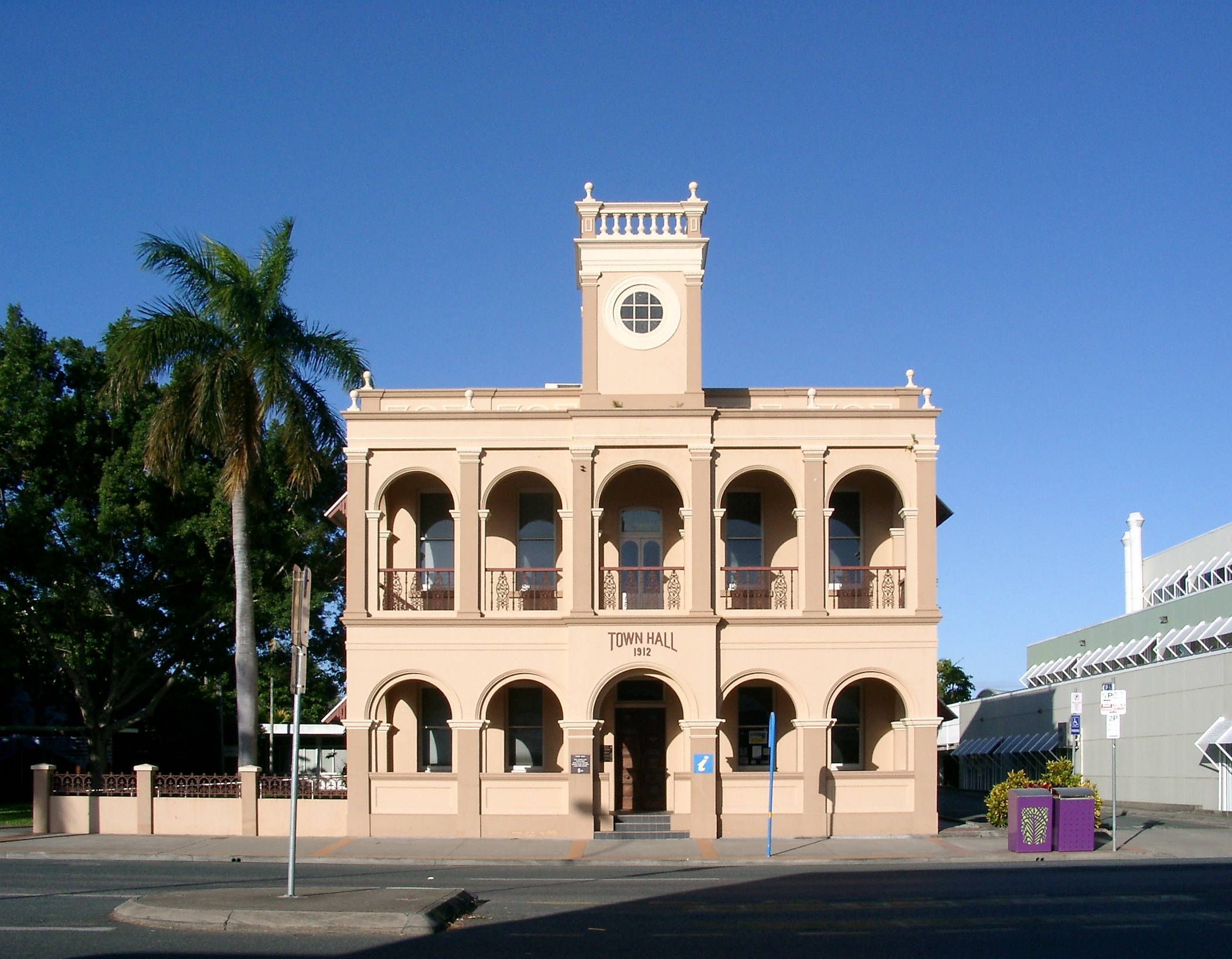
Town Hall 1912

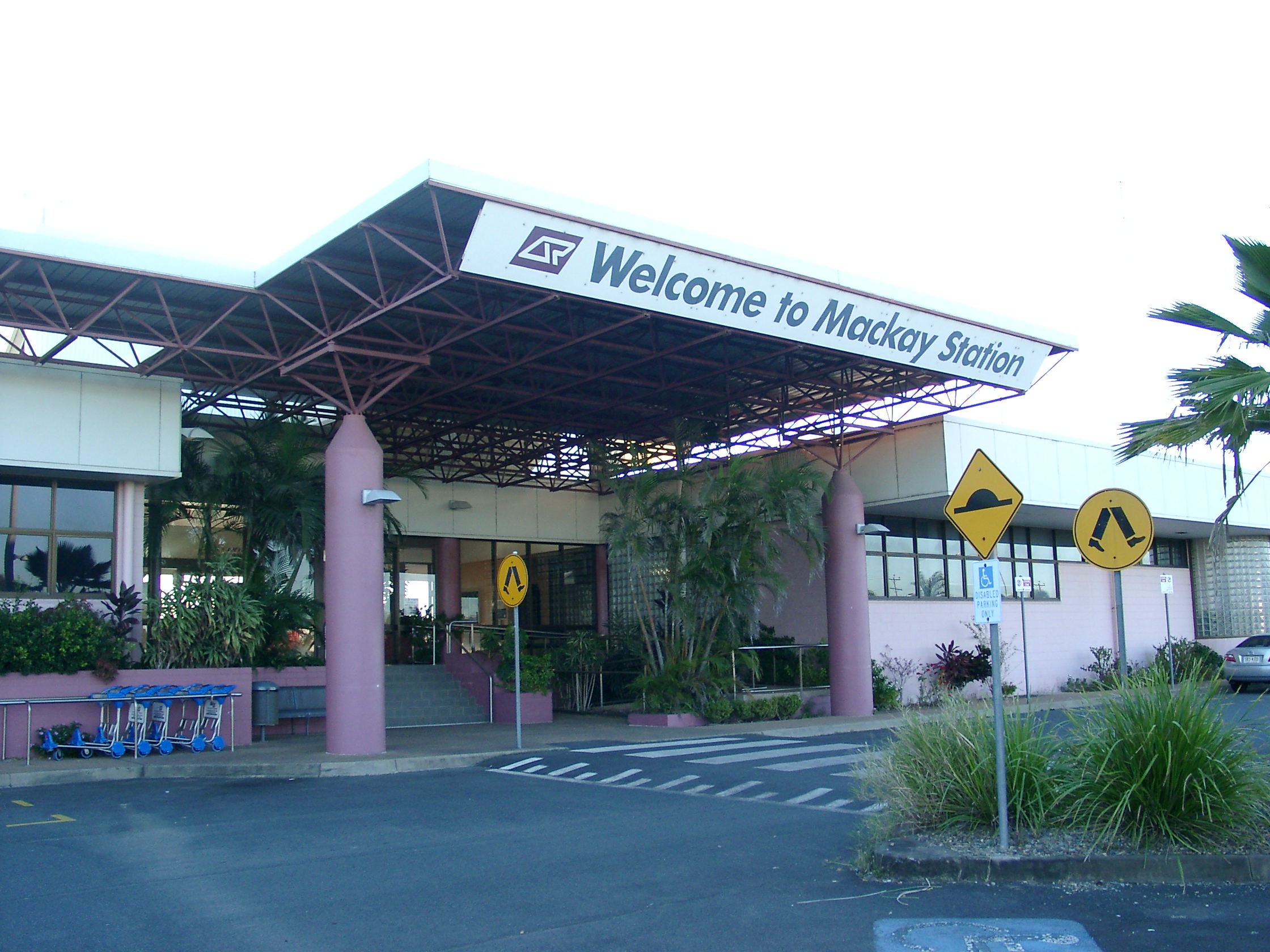
Mackay Station

Mackay é uma cidade australiana do estado de Queensland localizada a, aproximadamente, 900 km, ao norte, de Brisbane. É conhecida como a capital do açúcar da Austrália, sendo responsável pela produção de mais de um terço do total de açúcar produzido no país. Sua população é de cerca de 78.700 habitantes.